# Europe Elects
Europe Elects is een peilingsorganisatie die in 2014 is opgericht door Tobias Gerhard Schminke. Europe Elects verzamelt en publiceert informatie over opiniepeilingen in Europese landen. De organisatie wordt sinds 2018 ondersteund door de Oostenrijkse organisatie Verein zur Förderung des paneuropäischen politischen Diskurses und der Informationen zur Wahlen und Wahlumfragen (Nederlands: Vereniging voor de ondersteuning van pan-Europese politieke redevoering en informatie over verkiezingen en enquêtes ).

## Methodiek
De organisatie publiceert peilingen van professionele peilingsbureaus in alle Europese landen om zowel het niveau van ondersteuning voor nationale partijen als voor de Europese Unie in elk land aan te tonen. Europe Elects gebruikt gestandaardiseerde labels en kleuren voor nationale partijen die in enquêtes worden gepresenteerd. In de publicaties wordt er regelmatig gewezen op de aansluiting van nationale partijen bij hun respectieve fracties in het Europees Parlement. Deze methode is in de loop der tijd door andere media overgenomen. Daarnaast worden overzichten van de posities van de afzonderlijke partijen en kandidaten verstrekt.
Europe Elects publiceert op basis van de verzamelde gegevens regelmatig een Europese projectie voor het toekomstige Europees Parlement en laat zien hoe de resultaten er mogelijk uit zien als er op die dag verkiezingen zouden zijn. Bij de verkiezingen voor het Europees Parlement in 2019 had Europe Elects de meest nauwkeurige voorspelling voor het Europees Parlement.

## Verspreiding en perceptie
De resultaten die door de organisatie worden gepubliceerd worden vaak geciteerd op Euronews en worden beschouwd als een belangrijke mediabron met betrekking tot het Europees Parlement die vaak worden geciteerd in zowel Europese als wereldwijde publicaties. De organisatie wordt vertegenwoordigd in het Centrum voor Europese Beleidsstudies en een constante bron voor journalistiek over de Europese politiek.